# Калінінський (Іглінський район)
Калі́нінський (рос. Калининский, башк. Калининский) — присілок у складі Іглінського району Башкортостану, Росія. Входить до складу Ауструмської сільської ради.
Населення — 37 осіб (2010; 47 в 2002).
Національний склад:
- білоруси — 49 %